# Lannach
Lannach è un comune austriaco di 3 375 abitanti nel distretto di Deutschlandsberg, in Stiria; ha lo status di comune mercato (Marktgemeinde).